# 臺中市私立惠明盲校
臺中市私立惠明盲校（英語：Huei-Ming School）是一所位在臺灣臺中市大雅區的特殊教育學校，是台灣僅有由私人設立的特教專門學校。
該校成立於1958年的臺北市，1961年初，陳淑靜將學校遷往臺中縣大雅鄉，並建立院舍，1968年12月11日德國惠明盲人接手辦校，1972年6月21日成為台灣唯一不收費之私立視障教育機構，1973年建立了多重障礙班，2008年終止啟智班之委託。1979年曾發生米糠油中毒事件。